# Елісон Кемерон
Лікар Елісон Кемерон (англ. Allison_Cameron) — персонажка американського телесеріалу «Доктор Хаус» у виконанні Дженніфер Моррісон.
Кемерон у фільмі відома своєю чесністю й щирістю. Вона заперечує метод Хауса щодо обману пацієнтів, легко завойовує їхню довіру, може одержати згоди на діагностичні процедури, що для Хауса з його брутальністю часто є проблематичним.
До роботи в команді Хауса Кемерон пройшла інтернатуру у клініці Майо й була однією з найкращих студентів у своєму класі під час навчання в медичній школі. Незважаючи на свою доброту й серйозність, Кемерон не змогла уникнути трагічних подій у житті. Її хворобливе відношення до смерті пояснюється тим, що в 21 рік вона закохалася в помираючого чоловіка. Вона одружилася з ним, а через 6 місяців той помер від раку щитоподібної залози з метастазами в мозок.
У першому сезоні Кемерон фліртує із Грегорі Хаусом, і це закінчується побаченням. У третьому сезоні Кемерон цілує Хауса з метою добути зразок його крові. В підсумку їхні відносини сходять на ніщо, оскільки Кемерон заводить стосунки з Чейзом. 
Наприкінці третього сезону Кемерон звільняється після того, як звільнився Форман, і Хаус звільнив Чейза. 
У четвертому й п'ятому сезонах Кэмерон працює в Принстон Плейнсборо лікаркою швидкої допомоги й продовжує стосунки з Чейзом. Крім того, іноді допомагає в рішенні заплутаних випадків Форману й новим членам команди Хауса, попри те, що ті одного разу саботували її роботу. У фінальній серії п'ятого сезону одружується з Чейзом. 
У сьомій серії шостого сезону кидає Чейза через те, що він вбив диктатора африканської країни Дібалу, що був їх пацієнтом. 
З'являється в серіалі після цього лише один раз в 16-му епізоді 6 сезону.